# ŽFK Ekonomist
Ženski fudbalski klub Ekonomist (em cirílico: Женски фудбалски клуб Економист), abreviado como ŽFK Ekonomist, é um clube de futebol feminino fundado em 2007 e sediado em Nikšić, Montenegro. A equipe compete na Liga Feminina de Montenegro e foi o primeiro time feminino montenegrino a participar da Liga dos Campeões Feminina da UEFA. Antes da criação da liga nacional, o clube conquistou uma vez o Troféu FSCG. O time recebeu apoio da Meridianbet.

## Palmarés
Liga Feminina de Montenegro
- campeão (4): 2011-12, 2012-13, 2013-14, 2014-15
- vice-campeão (3): 2015-16, 2016-17, 2017-18

Troféu do FSCG
- campeão (1): 2010-11
- vice-campeão (2): 2008-09, 2009-10

## Classificação por temporada
Histórico de classificações por temporada do ŽKK Ekonomist:
| Temporada | Liga           | Colocação |
| --------- | -------------- | --------- |
| 2008-09   | Troféu do FSCG | 2º lugar  |
| 2009-10   | Troféu do FSCG | 2º lugar  |
| 2010-11   | Troféu do FSCG | Campeão   |
| 2011-12   | 1. ŽFL         | Campeão   |
| 2012-13   | 1. ŽFL         | Campeão   |
| 2013-14   | 1. ŽFL         | Campeão   |
| 2014-15   | 1. ŽFL         | Campeão   |
| 2015-16   | 1. ŽFL         | 2º lugar  |
| 2016-17   | 1. ŽFL         | 2º lugar  |
| 2017-18   | 1. ŽFL         | 2º lugar  |
| 2018-19   | 1. ŽFL         | 3º lugar  |
| 2019-20   | 1. ŽFL         | 3º lugar  |
| 2020-21   | 1. ŽFL         | 3º lugar  |
| 2021-22   | 1. ŽFL         | 3º lugar  |
| 2021-22   | 1. ŽFL         | 3º lugar  |
| 2022-23   | 1. ŽFL         | 3º lugar  |
| 2023-24   | 1. ŽFL         | 3º lugar  |

## Desempenho em competições da UEFA
| Temporada | Competição        | Fase                 | Adversário        | Resultado |
| --------- | ----------------- | -------------------- | ----------------- | --------- |
| 2012-13   | Liga dos Campeões | Fase de qualificação | Bobruichanka      | 1–5       |
| 2012-13   | Liga dos Campeões | Fase de qualificação | Unia Racibórz     | 1–7       |
| 2012-13   | Liga dos Campeões | Fase de qualificação | Slovan Bratislava | 0–8       |
| 2013-14   | Liga dos Campeões | Fase de qualificação | Klaksvík          | 1–1       |
| 2013-14   | Liga dos Campeões | Fase de qualificação | Zürich            | 1–4       |
| 2013-14   | Liga dos Campeões | Fase de qualificação | Atlético Ouriense | 1–1       |
| 2014-15   | Liga dos Campeões | Fase de qualificação | Pomurje           | 0–4       |
| 2014-15   | Liga dos Campeões | Fase de qualificação | MKT               | 0–1       |
| 2014-15   | Liga dos Campeões | Fase de qualificação | Pärnu JK          | 1–2       |
| 2015-16   | Liga dos Campeões | Fase de qualificação | Pomurje           | 0–4       |
| 2015-16   | Liga dos Campeões | Fase de qualificação | Olimpia Cluj      | 1–6       |
| 2015-16   | Liga dos Campeões | Fase de qualificação | Pärnu JK          | 1–2       |

## Jogadoras notáveis
| - Slađana Bulatović - Jasna Đoković - Darija Đukić - Tatjana Đurković | - Armisa Kuč - Jelena Sturanović - Ivona Turčinović - Andreja Vidić |